# 지시마국
지시마국(일본어: 千島国, ちしまのくに 지시마노쿠니[*])는 메이지 시대, 홋카이도에 설치되었던 일본의 율령국이다. 현재의 쿠나시르섬 이북의 쿠릴 열도에 해당한다.